# Стоун, Эдвард Кэрролл
Эдвард Кэрролл Стоун (Edward (Ed) C. (Carroll) Stone; 23 января 1936[…], Ноксвилл, Айова[…] — 9 июня 2024, Пасадина, Калифорния) — американский физик, специалист в области космонавтики. Доктор философии (1964), сотрудник Калифорнийского технологического института, именным профессором и (с 2004) вице-провостом которого состоял, в 1991—2001 годах являлся директором Лаборатории реактивного движения (JPL). Член Национальной АН США (1984) и Американского философского общества (1993). Удостоен Национальной научной медали США (1991), лауреат премии Шао (2019).

## Биография
Родился в Ноксвилле и вырос в Берлингтоне (Айова) в семье руководителя строительными работами. В Чикагском университете получил степени магистра (1959) и доктора философии по физике (1964). Занимался физикой космических лучей под руководством Джона Симпсона, в своей диссертации разработал приборы для спутника Discoverer 31. После защиты стал научным сотрудником Калтеха, где вместе с Рохусом Фогтом основал Лабораторию комического излучения (англ. Space Radiation Laboratory), которая занималась наблюдением космических лучей с помощью приборов на баллонах и ракетах. С 1967 года штатный сотрудник Калтеха: ассистент-профессор, с 1971 года ассоциированный профессор, с 1976 года полный профессор, с 1994 года именной профессор (David Morrisroe Professor). 
С 1972 года научный сотрудник программы НАСА «Вояджер», руководимой Лаборатории реактивного движения (JPL). Благодаря своей деятельности, связанной с этой программой, получил первую известность. Непосредственно разрабатывал для аппаратов «Вояджер» прибор для регистрации космических лучей и программу пролёта, устраивавшую всех основных участников проекта. До 2022 года оставался научным руководителем программы «Вояджер», в рамках которой аппараты изучали Юпитер, Сатурн, Уран, Нептун и стали первыми рукотворными объектами Земли, покинувшими пределы Солнечной системы.
В 1980-е возглавлял отделение физики, математики и астрономии Калтеха. В 1991—2001 годах работал директором JPL, в том числе руководил посадкой первого марсохода. Являлся директором W. M. Keck Foundation, в 1990-е годы принимал участие в разработке 10-метровых телескопов Кека на Гавайях, в течение 8 лет был исполнительным директором проекта Тридцатиметрового телескопа. В 2003—2009 годах президент Международной академии астронавтики. В 2022 году в связи с ухудшением здоровья вышел в отставку в программе «Вояджер» и перешёл на должность почётного профессора Калтеха.
Автор более тысячи научных работ.
Умер 9 июня 2024 года в возрасте 88 лет.

## Награды и отличия
- Национальная научная медаль США (1991)
- Magellanic Premium Американского философского общества (1992)
- Carl Sagan Memorial Award[англ.] (1999)
- Philip J. Klass Award for Lifetime Achievement (2007)
- Медаль «За выдающуюся службу» НАСА (2013)
- IAF World Space Award (2013)[17]
- Howard Hughes Memorial Award[англ.] (2014)
- Lifetime Achievement Award, American Astronautical Society[англ.] (2014)[18]
- Alumni Medal Чикагского университета (2015)
- Премия Шао (2019)[19]
- Медаль Бенджамина Франклина (2022)

Почётный доктор Гарварда, Вашингтонского университета, Чикагского университета и др.
В 1996 году в его честь назван астероид № 5841.